# Jerónimo Pourtau
Jerónimo Pourtau (Brandsen, provincia de Buenos Aires, Argentina) es un futbolista argentino. Juega de arquero y su equipo actual es Arsenal FC de la Primera Nacional, segunda división del fútbol argentino.

## Trayectoria
Realizó todas las inferiores en Estudiantes de La Plata, y en agosto de 2018 fue el arquero de la selección argentina en el Torneo Internacional de Fútbol Sub-20 de la Alcudia

 en Valencia, España, siendo el director técnico del equipo nacional argentino Lionel Scaloni.
A raíz de algunas actuaciones que no convencieron al club durante sus esporádicas intervenciones durante el 2022, en noviembre de ese año se le otorgó la libertad de acción y va al Club Atlético Temperley.
En enero de 2024 y tras una gran temporada en Temperley, es cedido a préstamo a Sarmiento de Junín de la Primera División de Argentina para ocupar el arco como titular.

## Selección nacional

### Participaciones en Copas del Mundo
| Torneo                   | Sede    | Resultado        | Partidos | Goles |
| ------------------------ | ------- | ---------------- | -------- | ----- |
| Copa Mundial Sub-20 2019 | Polonia | Octavos de final | 0        | 0     |

## Clubes
| Club                          | País      | Año           |
| ----------------------------- | --------- | ------------- |
| Estudiantes (LP)              | Argentina | 2016-2022     |
| Temperley                     | Argentina | 2023-presente |
| CA Sarmiento (Junín) (cedido) | Argentina | 2024          |
| Arsenal FC (cedido)           | Argentina | 2025-presente |

## Palmarés

### Torneos internacionales amistosos
| Título               | Club                          | País   | Año  |
| -------------------- | ----------------------------- | ------ | ---- |
| Torneo de la Alcudia | Selección sub-20 de Argentina | España | 2018 |

## Estadísticas
- Ficha de Jerónimo Pourtau en FootballDatabase.eu

- Datos: Q53911796